# 大鳥池
38°21′45″N 139°49′45″E / 38.36250°N 139.82917°E

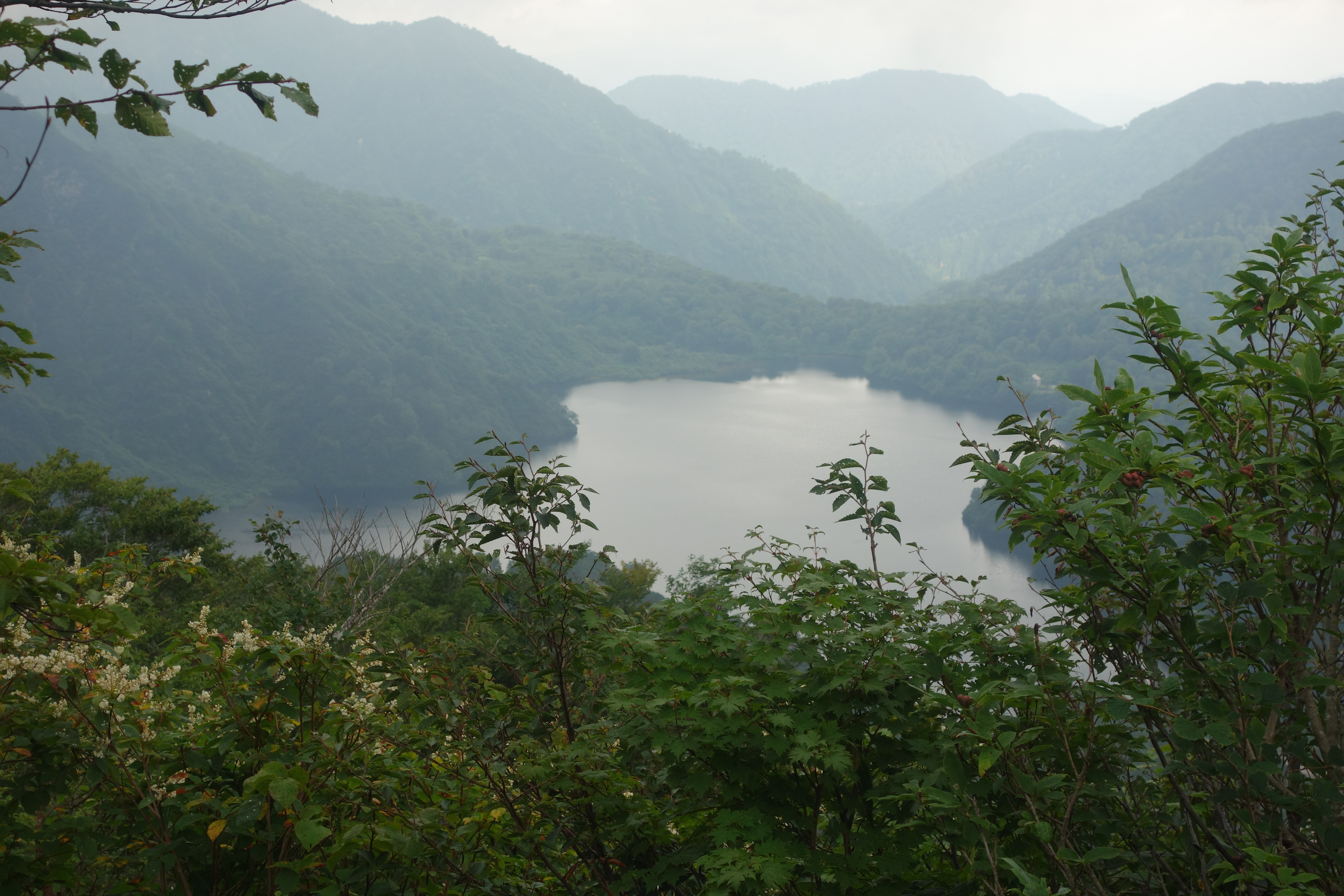
大鳥池湖岸线全长 2.75公里
湖表面积 0.342平方公里平均深度 32.7米最大深度 65米

大鳥池是位於日本山形縣鶴岡市朝日山的淡水湖，面積0.4平方公里。大鳥池是在數萬年前因土石塌下堵塞河道而形成的堰塞湖泊，因有巨魚——瀧太郎出沒而聞名。